# Уотила, Пааво
Пааво Уотила (фин. Paavo Uotila; 4 апреля 1881, Урьяла, Або-Бьёрнеборгская губерния — 25 ноября 1964, Урьяла, Турку-Пори) — финский архитектор, работавший преимущественно в Выборге; главный архитектор города Выборга (1912—1928).

## Биография
Родился 4 апреля 1881 года в семье фермеров. В 1900 году окончил лицей в Таммерфорсе и поступил в Гельсингфорсское политехническое училище. Будучи студентом, в 1903 году победил в архитектурном конкурсе на проект усадьбы, а в 1904 году занял 2-е место в конкурсе на железнодорожный вокзал в Гельсингфорсе. Получив в 1905 году диплом архитектора, работал в различных архитектурных мастерских, в частности в мастерской Аллана Шульмана в Выборге. После выгодной женитьбы в 1908 году на дочери крупного выборгского ювелира и благотворителя Вильгельма Портана карьера Уотилы, как архитектора, пошла в гору. В 1912 году он получил должность главного архитектора Выборга и проработал в этой должности до 1928 года. Затем его сменил В. Кейнянен.
Также Пааво Уотила известен как дизайнер печей Ракколаниокского гончарного завода. Печи, изготовленные по проектам Уотилы, сохранились во многих домах Выборга, Санкт-Петербурга и других городов.

## Постройки

Конкурсный проект Смотровой башни для Департамента туризма г. Куопио (1905, 2-е место)

- 1907, Дом Сиитонена (Сортавала, ул. Вяйнямейнена, 6)
- 1907, Жилой дом (Выборг, ул. Мира, 16)
- 1907, Дом купца Ф. Москвина (Выборг, просп. Суворова, 25)
- 1908, Дом Песонена (Выборг, Ленинградское шоссе, 12)
- 1908, Дом фирмы «Ф. Сергеев и сыновья» (Выборг, Железнодорожная ул., 4)
- 1908, Дом Горышина (Выборг, Ленинградское шоссе, 3)
- 1908, Жилой дом компании Sampo. Сильно пострадал во время Второй мировой войны, восстановлен с полной утратой декора (Выборг, Путейская ул., 8)[3]
- 1909, Многоквартирный жилой дом (Выборг, просп. Суворова, 1)
- 1910, Дом купца Конконена (Выборг, просп. Ленина, 16)
- 1910, Многоквартирный жилой дом (Выборг, бульвар Кутузова, 10)
- 1910, 1928 Жилой дом с магазинами (Выборг, Северная ул., 8)
- 1910, Дом Массинена (Выборг, Ленинградское шоссе, 15, корпус по бульвару Кутузова)
- 1910, Дом Пяйвала (Выборг, Ростовская улица, 5)
- 1910, Таможенный склад, сейчас культурный центр (Йоэнсуу, Rantakatu, 2)
- 1914, Гостиница «Суоми» (Выборг, Вокзальная ул., 9)
- 1914, Папульская народная школа, сейчас школа № 37 (Выборг, Горная ул., 10)
- 1921, Телефонная станция (соавтор Уно Ульберг, Выборг, ул. Мира, 6)
- 1921, Дом N. Lammetmaa, затем консула Чехословакии M. Wilska (Выборг, бульвар Кутузова, 2)
- 1927, Городской детский дом (Выборг, ул. Сухова, 2)

## Галерея

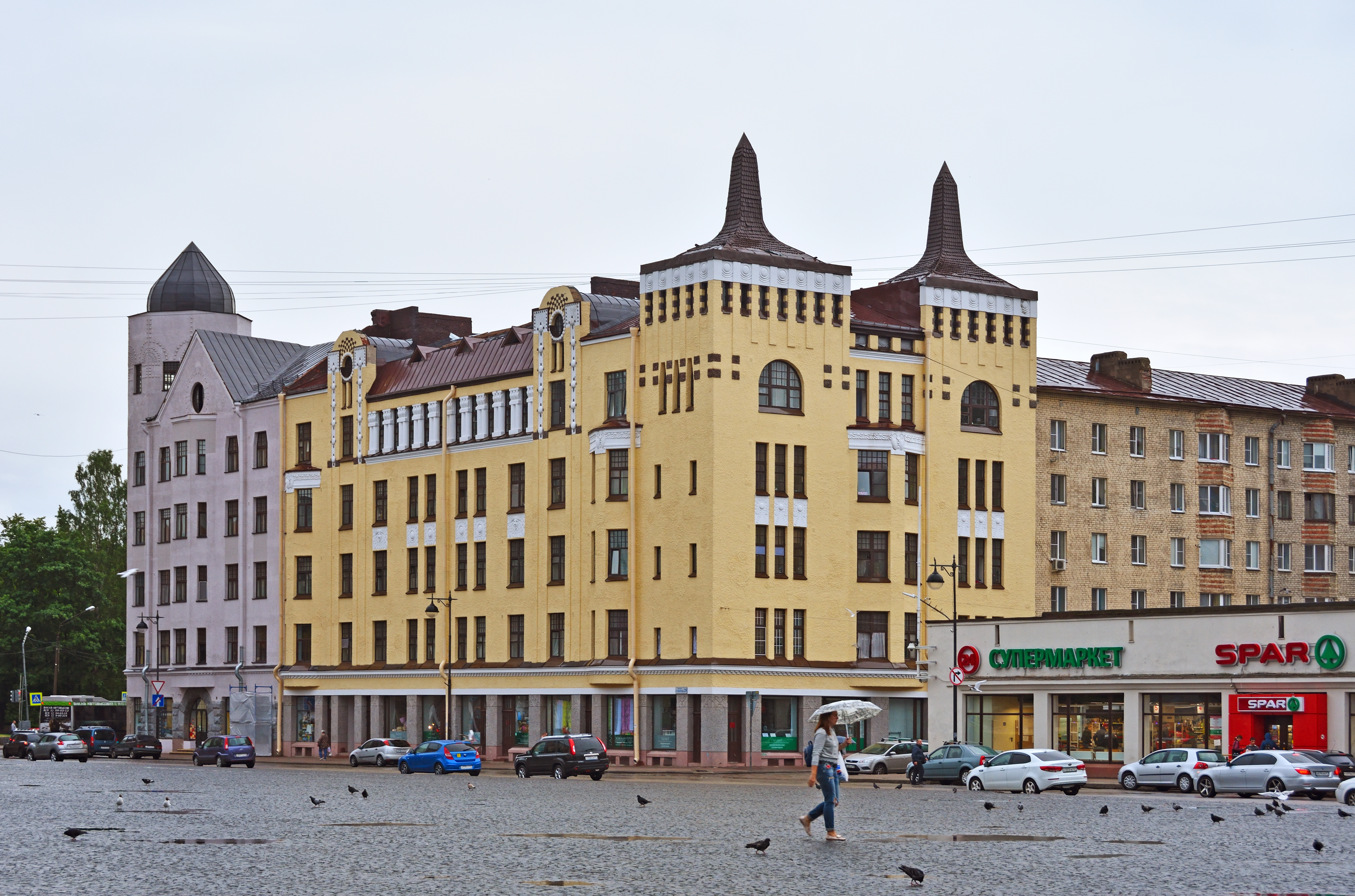
Дом Москвина
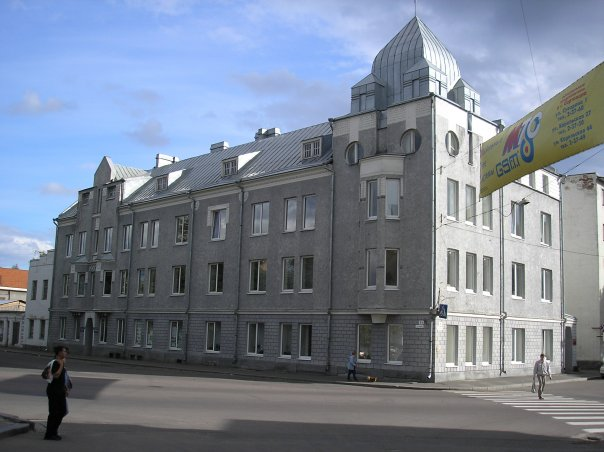
Дом купца Сиитонена
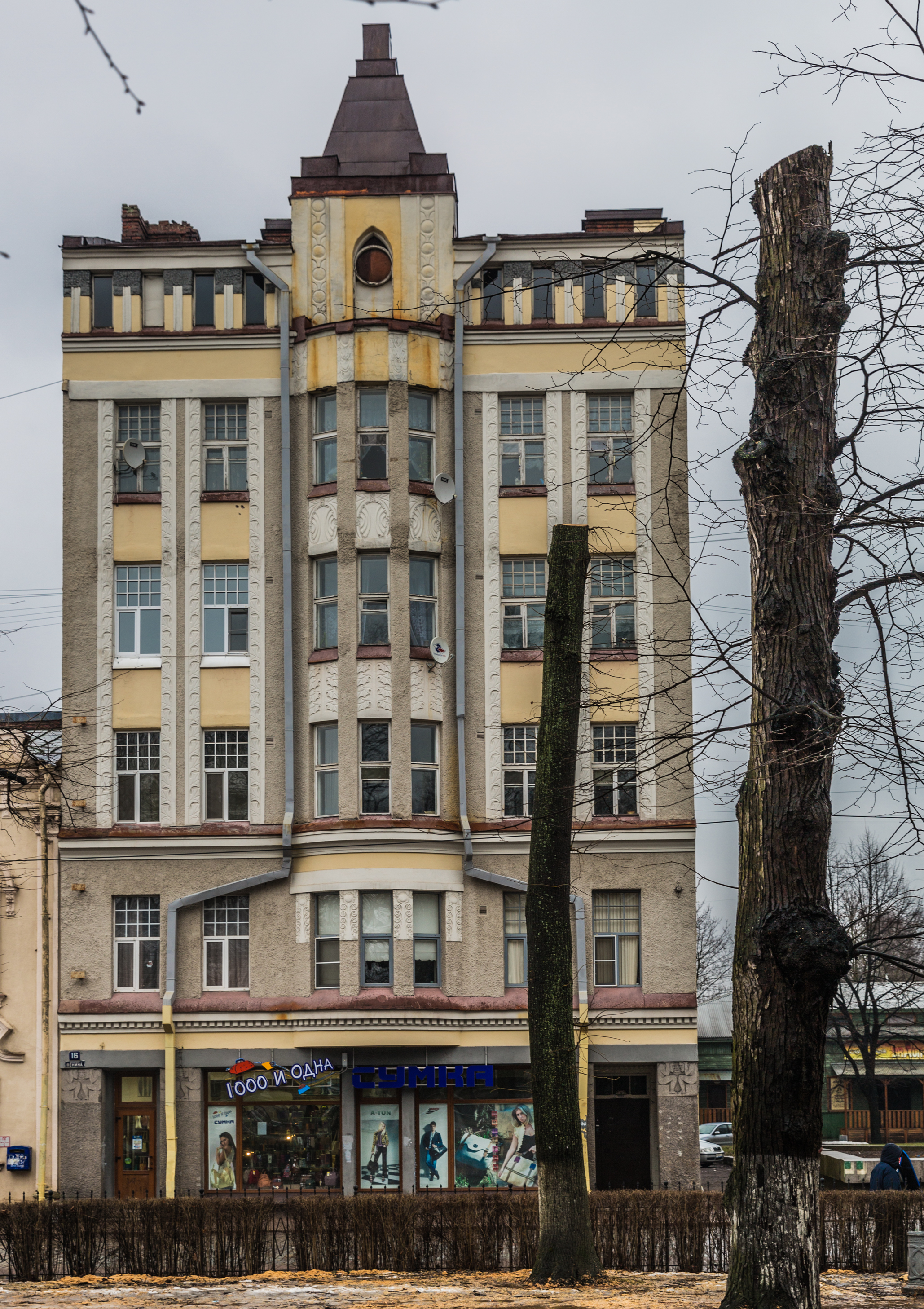
Дом купца Конконена
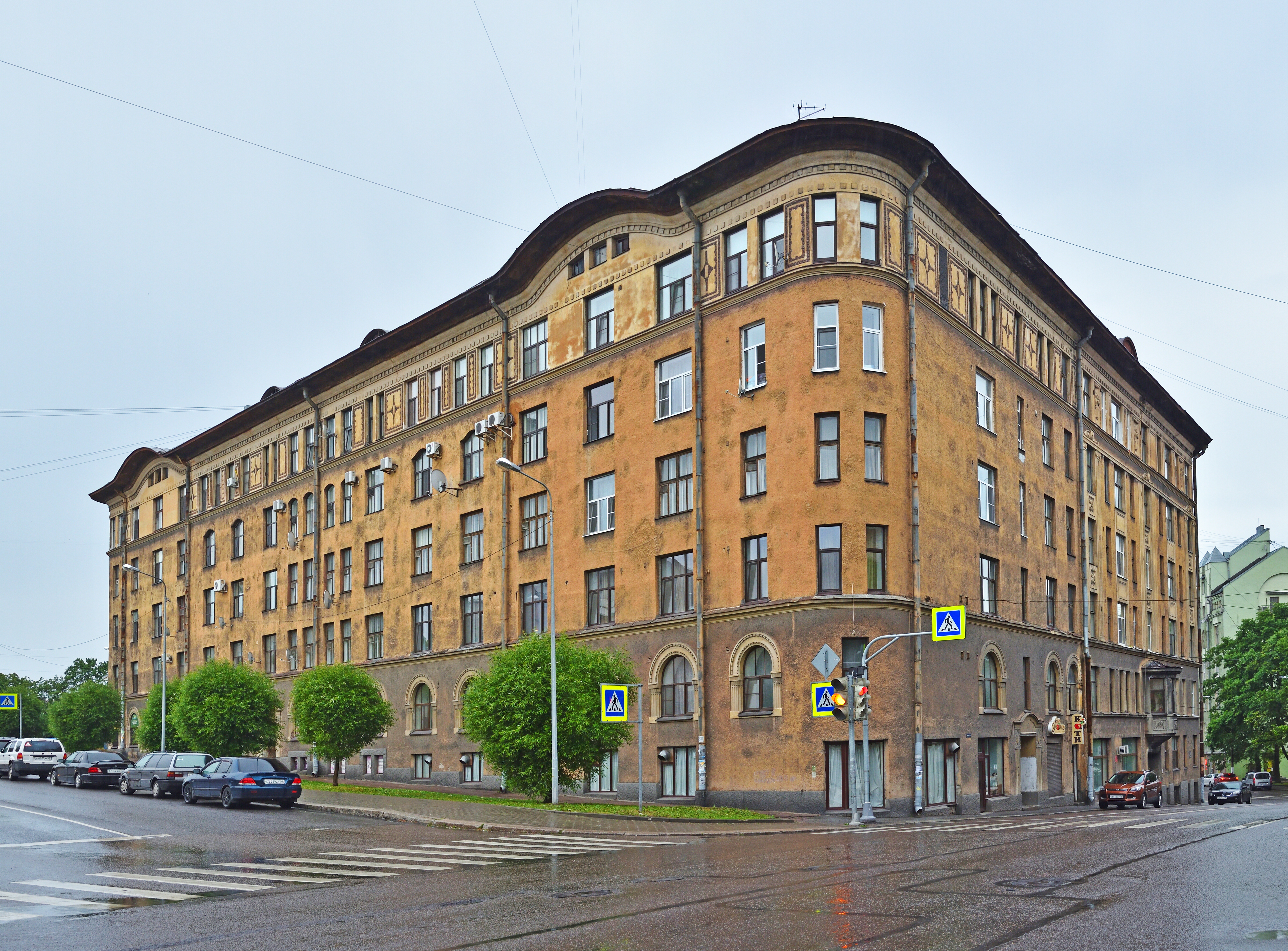
Дом Массинена
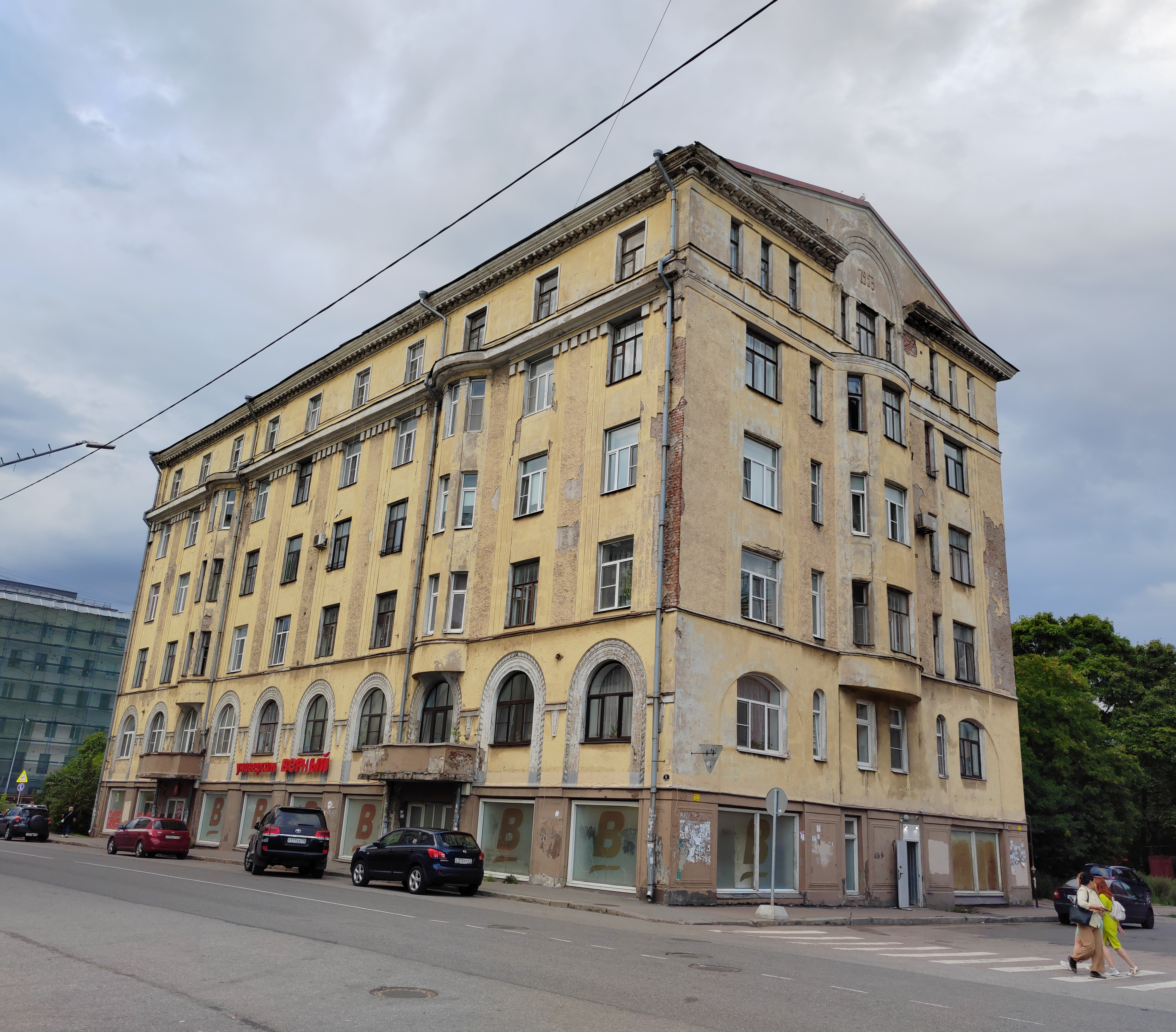
Гостиница «Суоми»
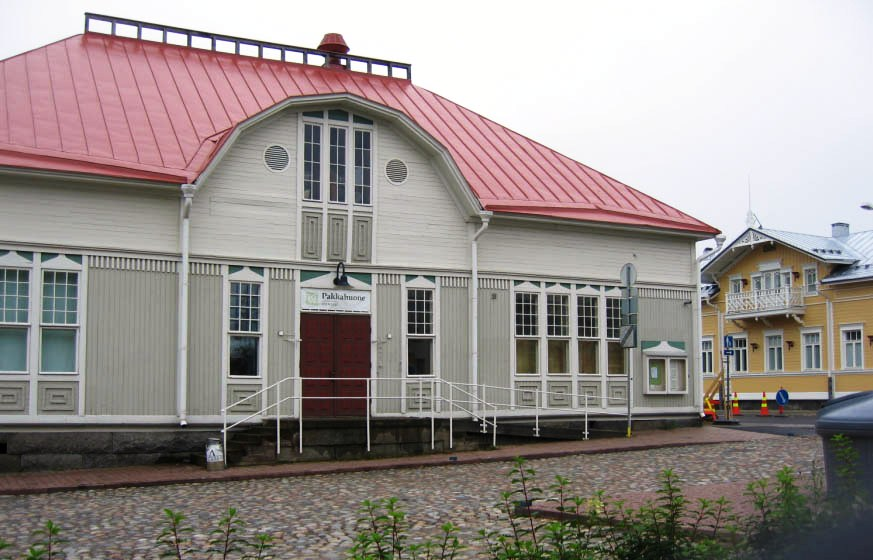
Таможенный склад в Йоэнсуу

## Семья
- жена Тюуне Портан (Tyyne Porthan, 1883—1942)
- дети Улла Майя (Ulla Maija, 1909-?), Антти Вилле (Antti Ville, 1910—1979)